# 天龍八部 (2003年のテレビドラマ)
『天龍八部』（てんりゅうはちぶ、原題：天龍八部）は、2003年の中国大陸のテレビドラマ。全40話。

## 概要

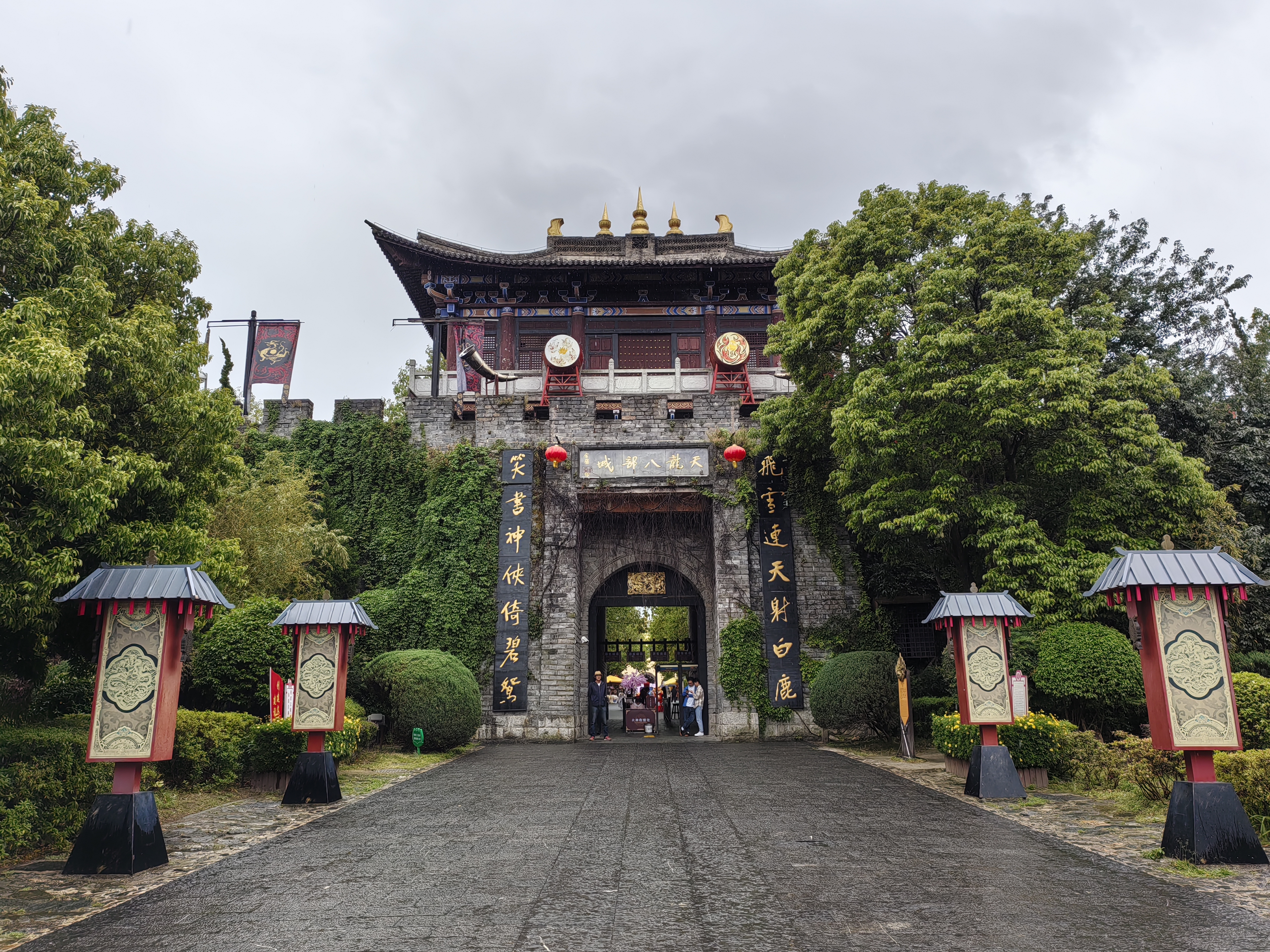
雲南省大理ペー族自治州大理市にある天龍八部影視城はロケ地の一つ

『笑傲江湖』『射鵰英雄伝』『神鵰俠侶』『碧血剣』等、金庸原作のテレビドラマを多数製作するジャン・ジージョン（張紀中）が指揮、主要キャストに中国の実力派俳優フー・ジュン（胡軍）、台湾の人気俳優ジミー・リン（林志穎）、中国の若手人気女優チェン・ハオ（陳好）、期待の新星リウ・イーフェイ（劉亦菲）等を迎え、それまでにない多額の制作費を投入し、浙江省や雲南省など、中国各地で撮影（2002年8月～2003年1月）が行われた。
2003年12月より中国中央電視台（CCTV）等中華圏各国で放映が行われ、胡軍はトップ俳優の座を不動のものとし、陳好や劉亦菲といった若手女優の知名度もいっそう高まった。

## あらすじ
11世紀末宋代の中国大陸を舞台に、契丹人でありながら漢人として育てられた悲劇の英雄蕭（喬）峯、雲南大理国の武芸嫌いながら数々の絶技を身につけてしまう王子段誉、心ならずも戒律を破ってしまう少林寺の僧虚竹の3人の若者を中心に、親の世代が残した確執に運命を翻弄される若者たちの生き方を描いた群像劇である。

## キャスト
- 蕭（喬）峯 … フー・ジュン（胡軍）／楠大典
- 段誉 … ジミー・リン（林志穎）／岡野浩介
- 虚竹 … ガオ・フー（高虎）／青木誠
- 王語嫣 … リウ・イーフェイ（劉亦菲）／沢口千恵
- 阿朱 … リウ・タオ（劉涛）／きっかわ佳代
- 阿紫 … チェン・ハオ（陳好）／永田亮子
- 馬夫人 … クリスティ・チュン（鍾麗緹）／水落幸子
- 段正淳 … トン・ジャンチュン（湯鎮宗）／斧アツシ
- 慕容復 … シウ・キン（修慶）／武藤正史
- 游坦之 … マー・ユーク（馬浴柯）／濱野雅嗣

## スタッフ
- 原作 … 金庸『天龍八部』
- 製作総指揮 … ジャン・ジージョン（張紀中）
- 監督 … チョウ・シャオウェン（周暁文）、ジュ・ジュエリァン（鞠覚亮）、ユー・ミン（于敏）、チャオ・ジェン（趙箭）
- 脚色 … ダイ・ミンユー（戴明宇）、スン・ドゥォ（孫鐸）、バイ・イーツォン（白一聰）、チェン・イーシン（陳逸星）
- アクション監督 … チャオ・ジェン（趙箭）、ユン・ブン（元彬）
- 美術 … ソン・ホンロン（宋洪栄）
- 作曲 … チャオ・チーピン（趙季平）、菊地圭介
- 主題歌歌唱 … エンディングテーマ『寛恕』フェイ・ウォン（王菲）、挿入歌『仰望』シェ・ユーシン（謝雨欣）
- 制作会社[3] … 江蘇省広播電視総台、九洲音像出版公司

## 日本での放映
- 2005年6月よりCS放送・チャンネルNECOで放送
- 2007年9月よりCS放送・V☆パラダイスで日本語字幕版が放送

## 日本語版ソフト
- 2005年6月にDVDがMAXAMより発売